# 52ª edizione dei Directors Guild of America Award
La 52ª edizione dei Directors Guild of America Award si è tenuta l'11 marzo 2000 al Century Plaza Hotel di Los Angeles e ha premiato i migliori registi nel campo cinematografico, televisivo e pubblicitario del 1999. La cerimonia è stata presentata da Carl Reiner.
Le nomination per il cinema sono state annunciate il 24 gennaio 2000. Le restanti candidature sono state annunciate tra il 1º e il 27 febbraio 2000.

## Cinema

### Film
- Sam Mendes – American Beauty
- Frank Darabont – Il miglio verde
- Spike Jonze – Essere John Malkovich (Being John Malkovich)
- Michael Mann – Insider - Dietro la verità (The Insider)
- M. Night Shyamalan – The Sixth Sense - Il sesto senso (The Sixth Sense)

### Documentari[11]
- Nanette Burstein e Brett Morgen – On the Ropes
- Barry W. Blaustein – Beyond the Mat
- Marc Levin – Thug Life in D.C.
- Errol Morris – Mr. Death: The Rise and Fall of Fred A. Leuchter, Jr.
- Gary Weimberg – The Double Life of Ernesto Gomez-Gomez

## Televisione

### Serie drammatiche
- David Chase – I Soprano (The Sopranos) per l'episodio Affari di famiglia (The Sopranos)
- Dan Attias – I Soprano (The Sopranos) per l'episodio Lo sgarro (46 Long)
- Henry J. Bronchtein – I Soprano (The Sopranos) per l'episodio La spia (Nobody Knows Anything)
- Allen Coulter – I Soprano (The Sopranos) per l'episodio Un conto da saldare (College)
- Thomas Schlamme – West Wing - Tutti gli uomini del Presidente (The West Wing) per l'episodio Sbarco imminente (Pilot)

### Serie commedia
- Thomas Schlamme – Sports Night per l'episodio Small Town
- James Burrows – Will & Grace per l'episodio Mio, tuo... o nostro? (Yours, Mine or Ours)
- Pamela Fryman – Frasier per l'episodio The Fight Before Christmas
- Katy Garretson – Frasier per l'episodio Dr. Nora
- Victoria Hochberg – Sex and the City per l'episodio Leggende metropolitane, miti e luoghi comuni (The Man, the Myth, the Viagra)

### Film tv e miniserie
- Mick Jackson – I martedì da Morrie (Tuesdays with Morrie)
- Martyn Burke – I pirati di Silicon Valley (Pirates of Silicon Valley)
- Martha Coolidge – Vi presento Dorothy Dandridge (Introducing Dorothy Dandridge)
- Daniel Petrie – Inherit the Wind
- Joseph Sargent – A Lesson Before Dying

### Soap opera
- Herbert Stein – Il tempo della nostra vita (Days of Our Lives) per la puntata del 2 giugno 1999
- Albert Alarr – Port Charles per la 619ª puntata
- Kathryn Foster – Febbre d'amore (The Young and the Restless) per la puntata del 30 dicembre 1999
- Noel Maxam – Febbre d'amore (The Young and the Restless) per la 6632ª puntata
- Jill Mitwell – Una vita da vivere (One Life to Live) per l'8012ª puntata

### Trasmissioni musicali e d'intrattenimento
- Dennie Gordon – Tracey Takes on... per la puntata End of the World
- Jerry Foley – David Letterman Show (Late Show with David Letterman) per la puntata del 28 settembre 1999
- Louis J. Horvitz – 71ª edizione della cerimonia dei Premi Oscar
- Rob Marshall – The Wonderful World of Disney per il film tv Annie
- Louis J. Horvitz – Saturday Night Live per la puntata del 25º anniversario

### Programmi per bambini
- Amy Schatz – Goodnight Moon and Other Sleepy Time Tales
- Mitchell Kriegman – Bear nella grande casa blu (Bear in the Big Blue House) per l'episodio A Berry Merry Christmas
- Bruce Leddy – CinderElmo
- Randall Miller – The Wonderful World of Disney per il film tv H-E Double Hockey Sticks
- Jonathan Winfrey – Cousin Skeeter per l'episodio Dirty Laundry

## Pubblicità
- Bryan Buckley – spot per Monster.com (When I Grow Up), E-Trade (TriMount Studios; Broker), OnHealth.com (Friends)
- Adam Cameron e Simon Cole – spot per Frito-Lay (Sizes), Church's Chicken (Fire 2), Adidas (El Duque Dance), Amazon (Two Minutes), Dreyer's (Truck Driver), Snapple (Sponsor)
- Leslie Dektor – spot per Coca-Cola (Downhill Racer), Score.com (The Debate), Allstate (Anthem)
- Rocky Morton – spot per Lexus (Fly), Homestead Technologies (Comb; Stick), promo per The Killer - Ritratto di un assassino (The Minus Man)
- Dewey Nicks – spot per TD Ameritrade (Let’s Light this Candle; I Just Want to be Held; Square Dance), Union Bay (Rocket Man)

## Premi speciali

### Premio alla carriera
- Steven Spielberg

### Premio Frank Capra
- Cheryl R. Downey

### Premio Franklin J. Schaffner
- Scott L. Rindenow

### Diversity Award
- HBO